# Helmut L. Kronjäger
Helmut L. Kronjäger (* 30. Juni 1953 in Graz, Steiermark; † 24. September 2014 ebenda) war ein österreichischer Fußballspieler, -trainer (UEFA Pro-Lizenz) und -funktionär. Bis 2012 arbeitete er als Sportdirektor beim Steirischen Fußball Verband (StFV). Er war u. a. auch im Königreich Bhutan, den Salomon-Inseln und Sri Lanka sowie als Co-Trainer diverser ÖFB-Nachwuchs-Nationalteams tätig.

## Leben

### Karriere als Spieler
Kronjäger begann seine Spieler-Laufbahn 1965 und spielte bei ESV Austria Graz, SK Sturm Graz, VfB Stuttgart Amateure, SC Stuttgart, Waagner Biro Graz, SV Straßgang Graz und SV Gratkorn.

### Karriere als Trainer/Funktionär
Seine Trainer-Laufbahn begann Helmut L. Kronjäger 1991 bei SV Hitzendorf. Zwei Jahre später wurde er Vertragstrainer bei Sturm Graz, wo er u. a. im Stab von Ivica Osim arbeitete. 1997 wurde er Nachwuchs-Trainer und Merchandising-Manager bei Austria Wien. 1999 holte ihn Heinz Hochhauser als Co-Trainer zur SV Ried, wo er ein Jahr später bis zu seiner Entlassung im Frühjahr 2001 Chef-Coach war. 2002 wurde Kronjäger Sportdirektor beim Steirischen Fußball Verband (bis 2012). In dieser Zeit arbeitete er auch als Co-Trainer von Hermann Stadler bei diversen ÖFB-Nachwuchs-Nationalteams, wurde 2007 Teamchef im Königreich Bhutan, Trainerausbildner auf den Salomonischen Inseln und Projektbetreuer in Sri Lanka.

### Privates
Helmut L. Kronjäger war dreimal verheiratet und wurde Vater zweier Kinder. 2012 erhielt er die Diagnose Lymphknotenkrebs, was zum Ende seiner Berufslaufbahn führte. Im April 2014 erschien seine Biografie Helmut L. Kronjäger: Das L steht für Leben. An den Folgen der Erkrankung starb er im September 2014 im Alter von 61 Jahren.
Im Jahr 2012 wurde ihm von der Stadt Graz das Ehrenabzeichen verliehen.